# قاراش‌لار
قاراش‌لار (به لاتین: Qaraşlar) یک منطقهٔ مسکونی در جمهوری آذربایجان است که در شهرستان آغ‌دام واقع شده‌است.